# Joseph Benedict Warren
Joseph Benedict Warren Clark (Waterflow, Nuevo México; 30 de junio de 1930 - Morelia, Michoacán; 23 de febrero de 2021) fue un historiador, académico, catedrático, profesor e investigador estadounidense radicado en México. Fue precursor en el estudio de la conquista de Michoacán y está considerado el más destacado michoacanólogo que ayudó a contribuir a la historia del estado de Michoacán, México.

## Biografía
Nació el 30 de junio de 1930 en el poblado de Waterflow, Nuevo México, Estados Unidos, sus padres se dedicaban al cultivo de frijol, maíz, papas, avena y alfalfa, a los seis años fue inscrito en el colegio de las Madres Ursulinas, ahí tuvo la oportunidad de conocer y de convivir con los indígenas Navajos. Cuando cumplió catorce años ingresó en el seminario franciscano de Mount Healthy Cincinnati, mientras sus hermanos estaban en la Segunda Guerra Mundial, donde estudió durante cinco años.  En 1948 inició sus estudios de noviciado en la misma congregación, un año después viajó a Detroit para prepararse en filosofía y lenguas muertas como el latín y el griego antiguo en Duns Scotus College, Southfield Michigan. Estudio cuatro años de teología en el Family School of Teology, Oldenburg Indiana.
En 1957 estudió en la Universidad Católica de América, Washington D.C y se ordena franciscano. Un año después en 1958, estudió Historia en University of New Mexico, haciendo un viaje de investigación ese mismo año a España donde visitó el Archivo General de las Indias. Un año después fue a Michoacán con el Dr.Scholes donde realizó investigaciones y estudios sobre la historia michoacana. Fue considerado el primer historiólogo que escribió una historia verdadera sobre la conquista de Michoacán del siglo XVI. En 1960 se graduó como maestro e inició la carrera de docente en la Universidad de Maryland,  tres años después en 1963 acabó el doctorado y el libro Vasco de Quiroga y sus pueblos hospitales de Santa Fe. Ese año fue invitado por el gobernador de Michoacán Agustín Arriaga Rivera para dar una conferencia sobre Vasco de Quiroga.
En 1966 presentó el texto The American A Quartely Review of Inter-American. Cultural History. En 1967 fue nombrado Consultor de la División Hispánica de la Library of Congress, Washington D.C.  Realizó un importante descubrimiento entre 1970-1971al mostrar un artículo de la muy probable autoría del franciscano fray Jerónimo de Alcalá sobre la hasta entonces desconocida relación de Mechuacan de 1541, la fuente más importante sobre el Michoacán prehispánico y su conquista, le da cuerpo a este desatendido fraile.
Continuó los estudios sobre La Conquista de Michoacán, publicado en 1977, también fue académico en Universidad de Nuevo México durante veinte  años, y fue nombrado  profesor catedrático en el Departamento de Historia de la Universidad de Maryland, cargo que ocupó durante veinticinco años. En años posteriores realizó una de sus más importantes obras Gonzalo Gómez primer poblador español del Valle de Guayangareo además del Diccionario Grande de la Lengua de Michoacán.
En 1993 se trasladó a Morelia, Michoacán, donde vivió durante una década y donde fue profesor investigador en el colegio de Michoacán. Desde el 2003 fue profesor visitante en el Instituto de Investigaciones Históricas de la Universidad Michoacana de San Nicolás de Hidalgo (UMSNH).
Benedict Warren publicó más de veinticinco libros además de numerosos artículos y estudios que han contribuido ampliar el estudio sobre la historia de Michoacán. El más importante de estos trabajos fue La Conquista de Michoacán.[cita requerida]

## Vida personal
Con una dispensa de la Santa Sede, contrajo matrimonio con Paty en 1967. En 2007 falleció su primera esposa Paty. En 2009 contrajo matrimonio con María Auxilio Virginia Ortega González en Morelia.
Falleció el 23 de febrero de 2021 en Morelia.

## Obras
- La Conquista de Michoacán, 1977
- The Conquest of Michoacan, 1985
- Diccionario Grande de la Lengua de Michoacán, 1991
- Las guatáperas: hospitalitos y capillas de Michoacán, 2007
- Curanderismo y hechicería en la costa de Michoacán, 2010
- Vasco de Quiroga y sus pueblos-hospitales de Santa Fe
- Fray Jerónimo de Alcalá: autor de la Relación de Michoacán

## Premios
- Presea "Vasco de Quiroga"
- Condecoración "Condecoración"
- Orden del Águila Azteca (Máxima distinción que otorga el gobierno mexicano)
- Presea José Tocavén
- Presea Generalísimo Morelos